# Caneyville
Caneyville és una població dels Estats Units a l'estat de Kentucky. Segons el cens del 2000 tenia 627 habitants.

## Demografia
Segons el cens del 2000, Caneyville tenia 627 habitants, 281 habitatges, i 168 famílies. La densitat de població era de 148,5 habitants/km².
Dels 281 habitatges en un 28,1% hi vivien nens de menys de 18 anys, en un 44,5% hi vivien parelles casades, en un 12,5% dones solteres, i en un 40,2% no eren unitats familiars. En el 37,4% dels habitatges hi vivien persones soles el 19,9% de les quals corresponia a persones de 65 anys o més que vivien soles. El nombre mitjà de persones vivint en cada habitatge era de 2,23 i el nombre mitjà de persones que vivien en cada família era de 2,98.
Per edats la població es repartia de la següent manera: un 24,7% tenia menys de 18 anys, un 11,3% entre 18 i 24, un 25,8% entre 25 i 44, un 20,9% de 45 a 60 i un 17,2% 65 anys o més.
L'edat mediana era de 36 anys. Per cada 100 dones de 18 o més anys hi havia 82,2 homes.
La renda mediana per habitatge era de 17.273$ i la renda mediana per família de 23.750$. Els homes tenien una renda mediana de 25.625 $ mentre que les dones 17.361 $. La renda per capita de la població era de 12.820$. Entorn del 23,9% de les famílies i el 30,8% de la població estaven per davall del llindar de pobresa.

## Poblacions més properes
El següent diagrama mostra les poblacions més properes.